# (246687) 2009 AD
2009 أي دي (ويعرف أيضًا باسم (246687) 2009 أي دي وفق تسمية الكوكب الصغير) (بالإنجليزية: 2009 AD)‏ هو كويكب ضمن حزام الكويكبات؛ وترتيبه 246687 من حيث الاكتشاف.
اكتُشف هذا الجُرم الفلكي بواسطة  في 2009.

## وصلات خارجية
- (246687) 2009 AD في قاعدة بيانات مختبر الدفع النفاث لأجرام النظام الشمسي الصغيرة

- الاكتشاف · مخطط المدار ·  العناصر المدارية · المعلمات المادية

- (246687) 2009 AD على موقع ويكي سكاي: DSS2, SDSS, GALEX, IRAS, Hydrogen α, X-Ray, Astrophoto, Sky Map, Articles and images